# Bezirk Gottschee
Der Bezirk  Gottschee (slowenisch: okraj Kočevje) war ein Politischer Bezirk im Kronland Krain. Der Bezirk umfasste mit den Gebieten der Gerichtsbezirke Gottschee (Kočevje), Grosslaschitz (Velike Lašče) und Reifnitz (Ribnica) Teile der Unterkrain und musste im Zuge des Vertrags von Saint-Germain 1919 wie das gesamte Kronland an Jugoslawien abgetreten werden. 